# 横山勝彦
横山 勝彦（よこやま かつひこ、1954年（昭和29年）- ）は、日本の美術評論家、キュレーター。呉市立美術館館長。金沢美術工芸大学大学院専任教授。練馬区立美術館副館長。東山魁夷館副館長。
池田満寿夫の紹介に務めた。

## 経歴
2006年、美術手帳などで、ハンス・ホルベインの展覧会が高く評価を受ける。
池田満寿夫の紹介に努めた。
1994年にはエルンスト・ゴンブリッチの美術史について綴った本の訳を担当。
2019年から呉市立美術館長を務める。
2021年には、Art Exhibition 瀬戸内大賞の審査員を務めた。

## 著書
- 『生誕100年 木村荘八展 大正モダンと回想的風俗』練馬区立美術館、1993年 - 共著。

- 『棒馬考 イメージの読解』勁草書房、1994年 - 著: エルンスト・ゴンブリッチ。訳を担当。

- 『没後10年 坂本善三展 図録』朝日新聞社、1997年

- 『西洋美術小事典』スカイドア、2000年 - 著:デイヴィッド・ダイアモンド。訳を担当。

- 『佐伯祐三 芸術家への道』印象社、2005年 - 共著:寺口淳治。

- 『大正期の異色画家たち』練馬区立美術館、2006年 - 編者。

- 『マークシートで学ぶ美術の歴史』美術出版社、2014年 - 共著。

- 『アートの裏側を知るキーワード』美術出版社、2018年 - 半田滋男と共に監修。

- 『新・アートの裏側を知るキーワード』美術出版社、2022年 - 半田滋男と共に監修。